# Nieder-Olm

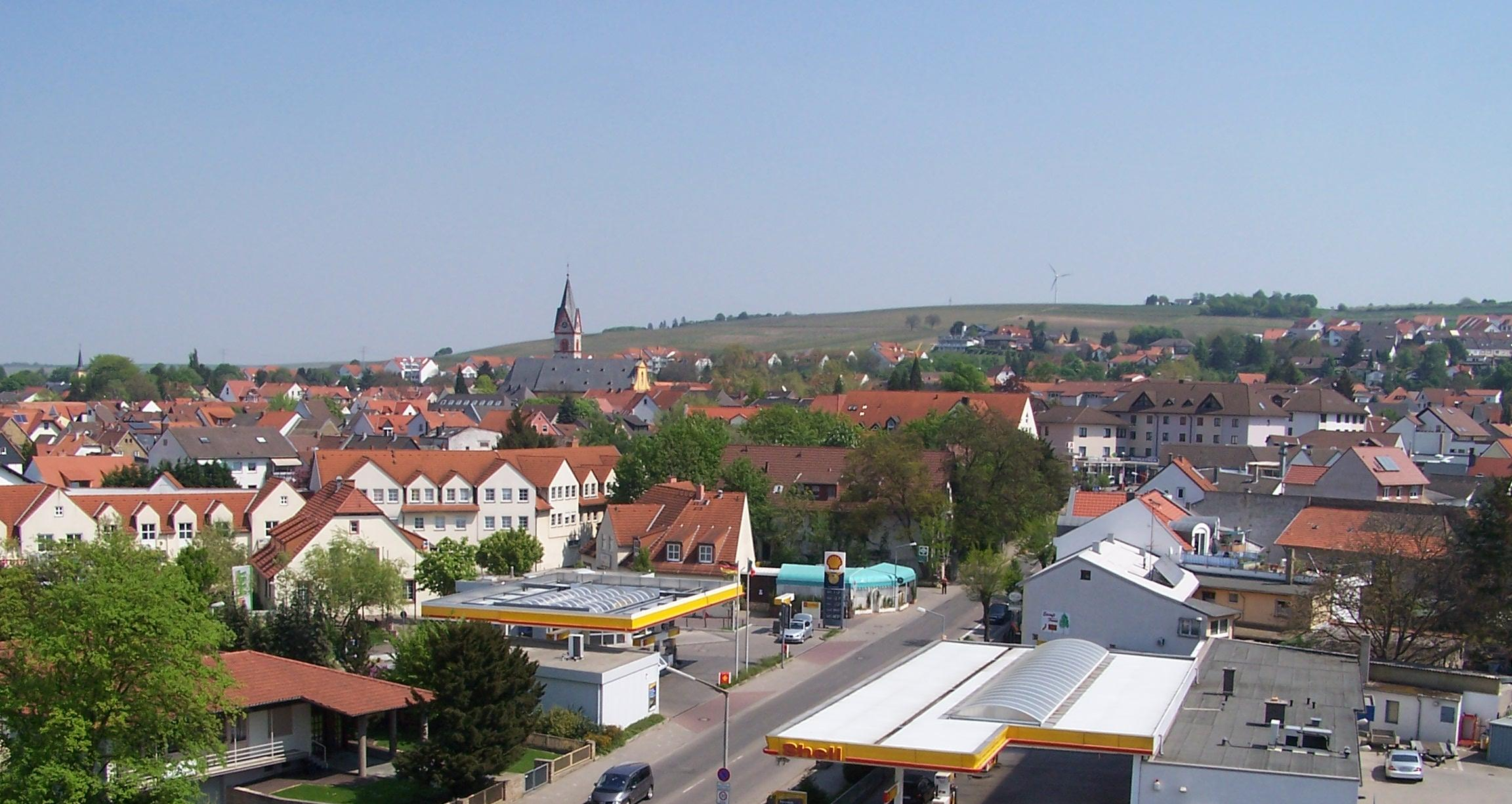
Nieder-Olm, Blick von Westen (Turm der Feuerwehr) auf den Nordostteil der Stadt mit der Kirche St. Georg im Zentrum

Nieder-Olm ist eine Stadt im Landkreis Mainz-Bingen in Rheinland-Pfalz. Sie liegt etwa zehn Kilometer südlich der Stadt Mainz im Herzen von Rheinhessen und ist Verwaltungssitz und Namensgeber der Verbandsgemeinde Nieder-Olm. Sie hat in ihrer Region die Funktion eines Mittelzentrums.

## Geographie
Nieder-Olm liegt am östlichen Ufer der Selz im nördlichen Teil des Rheinhessischen Hügellands, dem Mainzer Becken. Die durchschnittliche Höhe der Stadt beträgt etwa 150 Meter über Normalnull. Die höchste Erhebung der Gemarkung ist der „Mühlberg“ mit 243 m ü. NHN, er liegt im Nordosten zwischen Nieder-Olm und Mainz-Ebersheim. Der Mühlbach mündet an der Eulenmühle in die Selz; unterhalb der Stadt fließt von rechts der Haybach zu.
Die Landschaft ist stark geprägt vom Wein- und Obstanbau. Ein lediglich etwa 12 Hektar großes Wäldchen namens „Im Loh“ findet sich im Nordosten der Gemarkung und ist seit 1970 ein Landschaftsschutzgebiet.

### Geologie
Es herrschen Lössböden vor, die eine sehr hohe Qualität aufweisen.

### Klima
Auf Grund der Lage im Mainzer Becken ist das Klima in Nieder-Olm sehr mild und trocken. Die Temperatur beträgt im langjährigen Mittel über 8 Grad Celsius, womit die Gegend zu den wärmsten in Mitteleuropa gehört. Der Jahresniederschlag ist mit 500 Millimetern niedrig.

### Stadtgliederung
Zu Nieder-Olm gehören auch die Wohnplätze Am Goldberg, Eulenmühle, Kreuzhof und untere Ecklochermühle, Laurenzihof, Lindenhof und obere Ecklochermühle, Sankt Georgshof, Sonnenhof sowie Urbanushof.

### Nachbargemeinden
Nieder-Olm hat folgende Nachbargemeinden, sie werden im Uhrzeigersinn beginnend im Norden genannt:
- Ober-Olm (VG Nieder-Olm)
- Klein-Winternheim (VG Nieder-Olm)
- Mainz (Stadtteil Ebersheim)
- Zornheim (VG Nieder-Olm)
- Sörgenloch (VG Nieder-Olm)
- Saulheim (VG Wörrstadt, Kreis Alzey-Worms)
- Stadecken-Elsheim (VG Nieder-Olm)
- Essenheim (VG Nieder-Olm)

## Geschichte

### Frühes Mittelalter
Aus dem Mittelalter sind nur wenige schriftliche Dokumente über Nieder-Olm vorhanden. Grabstättenfunde aus dem späten 6. Jahrhundert deuten aber auf eine frühe Besiedlung dieser Gegend hin. Vermutlich geschah dies durch die frühen Franken während der fränkischen Landnahme, als die Franken das ehemals keltisch und dann römisch besiedelte Land eroberten. Die fränkische Siedlung namens „Reichelsheim“ lag in etwa auf dem Gebiet des heutigen Gewerbegebietes im Nordwesten von Nieder-Olm und lässt sich auf Luftbildern nachweisen. Die Endung des Ortsnamens auf „-heim“ ist typisch für fränkische Namensgebung und findet sich auch in vielen Nachbargemeinden. Der Ort wurde später verlassen (Ortswüstung).

### Mittelalter

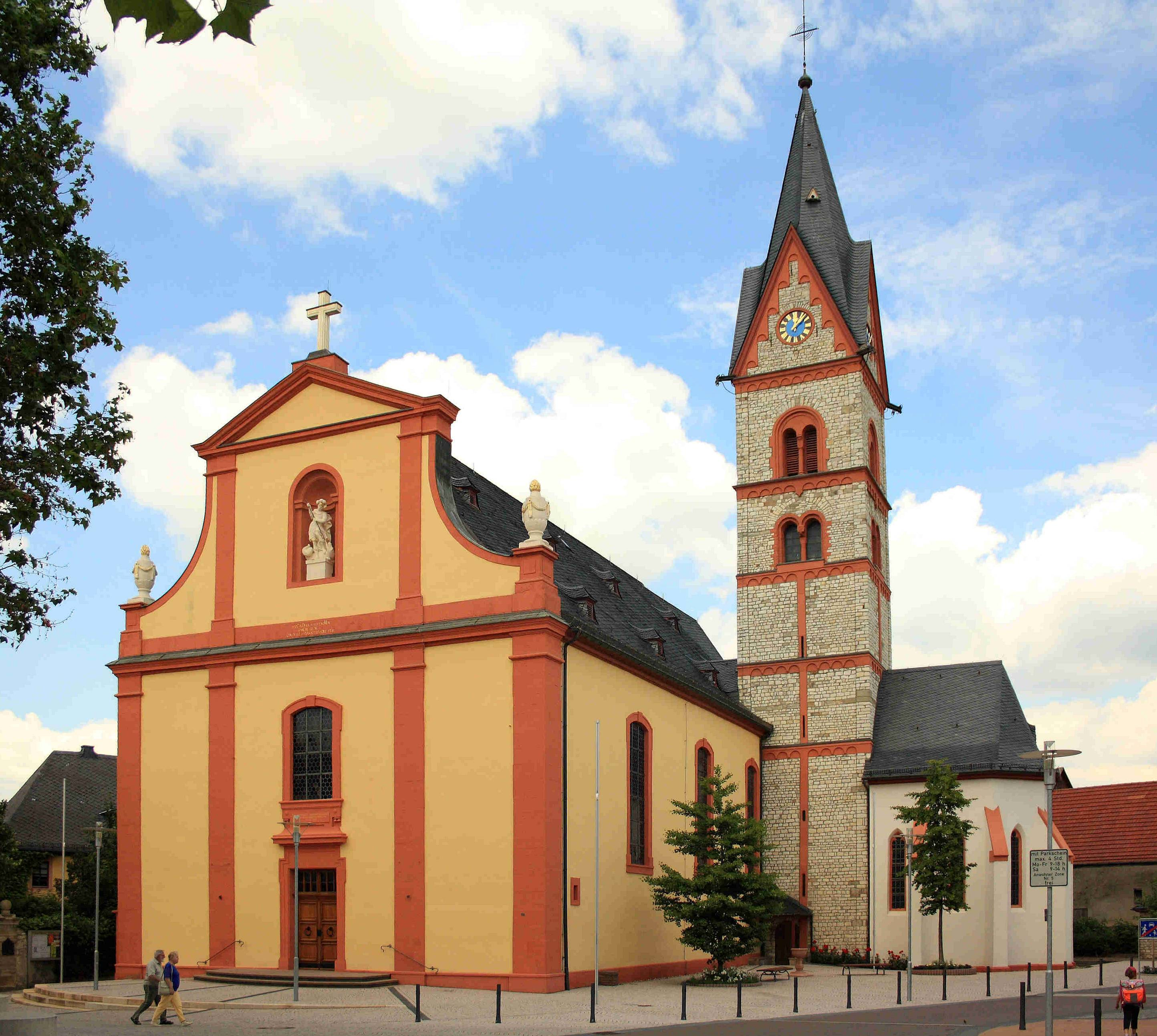
Katholische Kirche St. Georg in Nieder-Olm

Seit dem Mittelalter ist Nieder-Olm eine Besitzung des Mainzer Erzstifts. Urkundlich belegt ist, dass der Mainzer Erzbischof Hatto I. im Jahr 899 einen Gutshof namens „Ulmena“ (Olm) der Frau des Kaisers Arnulf von Kärnten auf Lebenszeit übertrug. Dieser Gutshof lag vermutlich auf dem Gebiet des heutigen Ober-Olm und ist für die Namensgebung der beiden Gemeinden verantwortlich. Im Jahr 994 ging der Gutshof auf Geheiß des Kaisers Otto III. wieder in den Besitz des Erzbistums über. Ende des 11. Jahrhunderts ging die Ansiedlung an das Mainzer Domstift, in dieser Zeit entstand auch die katholische Kirche St. Georg, gefördert durch den starken kirchlichen Einfluss.

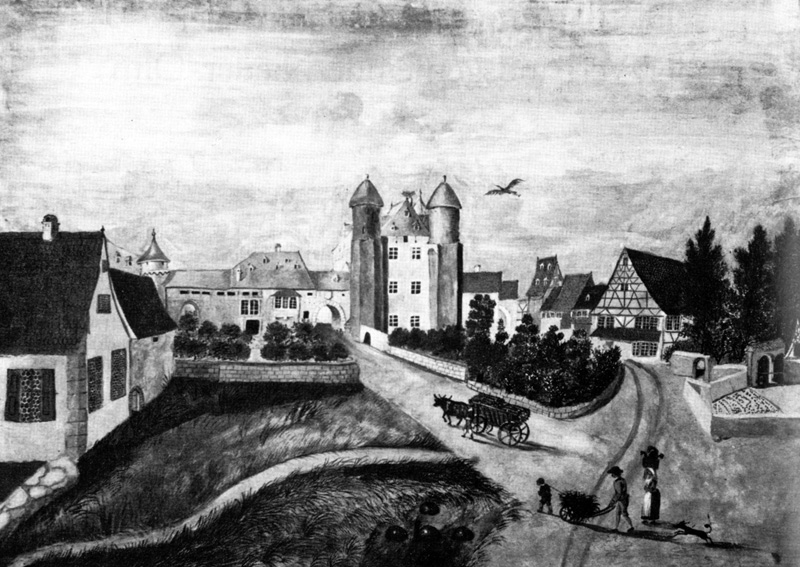
Laurenziburg in Nieder-Olm im 18. Jahrhundert, Gemälde von Nanette Baetz

Vermutlich aus dem 12. Jahrhundert stammt die erste Befestigung des Ortes. Diese bestand aus Mauern und Gräben und hatte vier Haupttore. Später (Ende des 13. Jahrhunderts), vermutlich als Reaktion auf den Bau der Burg Stadeck, wurde innerhalb der Ortsgrenzen eine Burg mit Wassergraben errichtet, der adelige Burgmänner vorgesetzt waren.
Im 15. Jahrhundert geriet Nieder-Olm zwischen die Fronten der Mainzer Stiftsfehde, an der die beiden Erzbischöfe Diether von Isenburg und Adolf von Nassau beteiligt waren. Häufige Machtwechsel waren die Folge. 1503 ließ Erzbischof Berthold von Henneberg die Burg neu erbauen, um den Anforderungen der damals modernen Angriffstechniken gerecht zu werden. Seit dieser Zeit ist die Burg unter dem Namen Laurenziburg bekannt. Sowohl die Burg als auch die Ortsbefestigung wurden in den Folgejahren mehrmals zerstört. Heute lassen sich nur noch wenige Reste auffinden. Die Burg musste Anfang des 19. Jahrhunderts endgültig einer Straße weichen. Recht gut erhalten ist die Verteidigungsanlage des Friedhofs, der damals die Kirche umgab.

### Frühe Neuzeit
Während des Dreißigjährigen Krieges wurde Nieder-Olm mehrmals überrannt und im Jahr 1632 von schwedischen Truppen besetzt. Etwa 60 Jahre später wurde Nieder-Olm im Pfälzischen Erbfolgekrieg durch französische Truppen geplündert.
Ende des 18. Jahrhunderts wurde der Ort Nieder-Olm durch französische Revolutionstruppen wieder besetzt. Die Franzosen stellten 1792 einen Freiheitsbaum auf und machten Nieder-Olm zu einem Teil der Mainzer Republik, der ersten demokratischen Republik auf deutschem Gebiet. Nur kurze Zeit später, die Mainzer Republik hielt nur 100 Tage, wurde Nieder-Olm von den Reichstruppen zurückerobert.
1797 ging Nieder-Olm im Frieden von Campo Formio an Frankreich. Der Ort wurde von 1798 bis 1814 als Kantonshauptort (chef-lieu) des Kantons Niederolm Teil der Ersten Französischen Republik und anschließend des Französischen Kaiserreiches. Nach dessen Untergang wurde Nieder-Olm 1816 Teil der neu gebildeten Provinz Rheinhessen und gehörte damit zum Großherzogtum Hessen.
Durch die Eröffnung der Hessischen Ludwigsbahn (Mainz-Alzey) im Jahr 1871 wurde Nieder-Olm an das Schienennetz angeschlossen.

### Erster und Zweiter Weltkrieg
Nach Ende des Ersten Weltkriegs war Nieder-Olm von Dezember 1919 bis Oktober 1929 von französischen und englischen Truppen besetzt. Der Heimatkundler Franz-Josef Spang notierte, dass darunter Marokkaner, „Araber“, Algerier und „Senegalneger“ gewesen seien.
Eine Station der Besatzer befand sich im damaligen Gasthaus Zur schönen Aussicht.

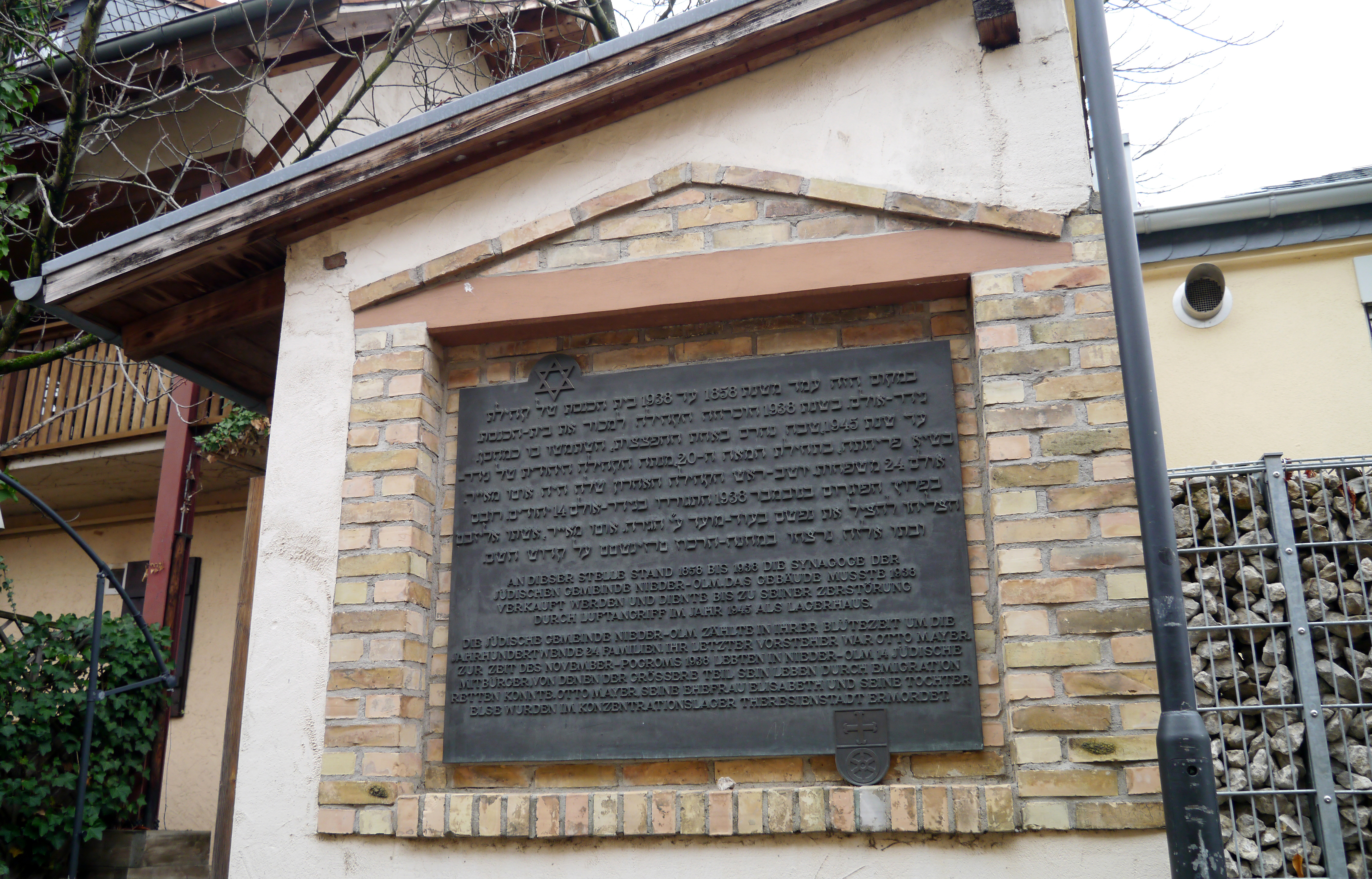
Erinnerungstafel an die ehemalige Synagoge

Nach der französischen Besetzung blieb auch Nieder-Olm vom Nationalsozialismus nicht verschont.
An die ehemalige Synagoge der jüdischen Gemeinde erinnert heute eine Gedenktafel. Zur Reichspogromnacht 1938 war die Synagoge der jüdischen Gemeinde bereits verkauft; es kam jedoch zu schweren Zerstörungen und Plünderungen in den noch bestehenden jüdischen Häusern. Im November 2012 wurden 30 Stolpersteine verlegt, mit den Namen ermordeter oder ins Exil getriebener jüdischer Bürger. Am Rande des kommunalen Friedhofs hat ein jüdischer Friedhof aus dem 19. Jahrhundert überdauert.
In die Geschichte des Zweiten Weltkrieges ging Nieder-Olm ein, als während des Vormarsches der alliierten Truppen im Selztal versprengte deutsche Soldaten erheblichen Widerstand leisteten. Von dieser Zeit zeugen amerikanische Stellungen westlich der Selz, die später aus Sicherheitsgründen zugeschüttet wurden.
Am 14. März 1945 überschritt die 3. US-Armee unter Generalleutnant George S. Patton mit der Operation "Undertone" die Untermosel mit dem Ziel, über den Hunsrück und die Nahe nach Mainz vorzustoßen. Am 16. März richtete der Chef des Stabes der 7. Armee, Oberst Rudolf-Christoph Freiherr von Gersdorff, seinen Gefechtsstand in Nieder-Olm ein.
Am 19. März stieß die 90. US-Infanterie-Division auf Nieder-Olm vor, wo Flugabwehreinheiten der Luftwaffe einen Verteidigungsriegel gebildet hatten. Der erste Angriff scheiterte, zwei amerikanische Panzer wurden zerstört. In der Folge beschossen US-Artillerie und -Luftwaffe den Ort, wobei Zivilpersonen ums Leben kamen.
Am 20. März 1945 gelang es amerikanischen Infanterieeinheiten nach erneutem Angriff, Nieder-Olm einzunehmen. 46 Häuser wurden zerstört, 221 beschädigt. Insgesamt forderten die Kämpfe 179 Todesopfer, darunter 157 Soldaten aus Nieder-Olm und 22 Zivilpersonen.

### Nachkriegszeit bis heute
Nach dem Zweiten Weltkrieg gehörte Nieder-Olm zur französischen Besatzungszone und kam 1946 zu dem neu gebildeten Bundesland Rheinland-Pfalz.
In den folgenden Jahrzehnten wurde die Infrastruktur beständig ausgebaut. Neue Schulen entstanden (1957 die neue Grundschule „Burgschule“ Nieder-Olm, 1974 die Haupt- und Sonderschule und 1981 das Gymnasium sowie zwei Schulen für körperbehinderte und lernschwache Schüler), eine Turn- und Festhalle (1961) und das Hallen- und Freibad (1968) wurden gebaut. Im Oktober 1977 erhielt der Ort Anschluss an die A 63. Entgegen allen Einwänden der Ortsgemeinde wurde die BAB-Ausfahrt Nieder-Olm an die Ingelheimer Straße gelegt, sodass der gesamte Quellverkehr zur A 63, auch aus Saulheim, weiterhin durch den Ortskern geführt wurde. Erst die zweite Anschlussstelle „Saulheim – Nieder-Olm Süd“ brachte Jahre später die gewünschte Entlastung. Die Autobahn war zudem näher an den Ortskern verlagert worden, um damalige landwirtschaftliche Nutzflächen zu schonen. Dies führte nicht nur dazu, dass dem Freibad nachträglich ein Drittel seiner Fläche wieder genommen wurde, sondern auch zu einer Lärmentwicklung, da die BAB nun nahezu im Talgrund verläuft, statt wie ursprünglich geplant, in einem lärmisolierenden Geländeeinschnitt.
1973 wurde Nieder-Olm Sitz der gleichnamigen Verbandsgemeinde im Landkreis Mainz-Bingen.
Auch in den letzten beiden Jahrzehnten wurde die Entwicklung stetig vorangetrieben. Neue Wohngebiete wurden angelegt und ältere Wohngebiete kontinuierlich erweitert. Das Gewerbegebiet wurde großzügig ausgebaut und drei neue Umgehungsstraßen angelegt. 1997 wurde die alte Festhalle abgerissen und durch die neu gebaute „Ludwig-Eckes-Halle“ ersetzt. Ebenso wurde das Hallen- und Freibad zu einem Erlebnisbad (Rheinhessen-Bad) ausgebaut.
Durch die Umwandlung in einen verkehrsberuhigten Bereich und bauliche Veränderungen im Bereich der Grundschule/Pariser Straße wurde der Ortskern weiter aufgewertet.
Das rheinland-pfälzische Kabinett entschied am 24. Oktober 2006, Nieder-Olm die Stadtrechte zu verleihen. Nieder-Olm darf sich seit der Aushändigung der Verleihungsurkunde am 6. November 2006 durch den damaligen rheinland-pfälzischen Innenminister Karl Peter Bruch „Stadt Nieder-Olm“ nennen.
2016 überschritt Nieder-Olm die Grenze von 10.000 Einwohnern; in den folgenden Jahren wuchs die Bevölkerung weiter auf knapp 10.800 Einwohner im März 2023. Nieder-Olm zählt damit zu den größten Gemeinden Rheinhessens.

### Konfessionsstatistik
Mit Stand 30. Juni 2005 waren von den Einwohnern 42,5 % katholisch, 27,1 % evangelisch und 30,4 % waren konfessionslos oder gehörten einer anderen Glaubensgemeinschaft an. Mit Stand Mai 2025 waren von den Einwohnern 28,8 % katholisch, 18,5 % evangelisch und 52,7 % waren konfessionslos oder gehörten einer anderen Glaubensgemeinschaft an. Die Zahl der Katholiken und Protestanten ist demnach im beobachteten Zeitraum beträchtlich gesunken.

### Einwohnerentwicklung
| Nieder-Olm: Einwohnerzahlen von 2012 bis 2024 | Nieder-Olm: Einwohnerzahlen von 2012 bis 2024 | Nieder-Olm: Einwohnerzahlen von 2012 bis 2024 | Nieder-Olm: Einwohnerzahlen von 2012 bis 2024 | Nieder-Olm: Einwohnerzahlen von 2012 bis 2024 |
| --------------------------------------------- | --------------------------------------------- | --------------------------------------------- | --------------------------------------------- | --------------------------------------------- |
| Jahr                                          |                                               |                                               |                                               | Einwohner                                     |
| 2012                                          | 2012                                          |                                               | 9.210                                         | 9.210                                         |
| 2015                                          | 2015                                          |                                               | 9.790                                         | 9.790                                         |
| 2020                                          | 2020                                          |                                               | 10.208                                        | 10.208                                        |
| 2024                                          | 2024                                          |                                               | 9.703                                         | 9.703                                         |
| Quelle(n): statistik.rlp.de                   |                                               |                                               |                                               |                                               |

## Politik

### Stadtrat

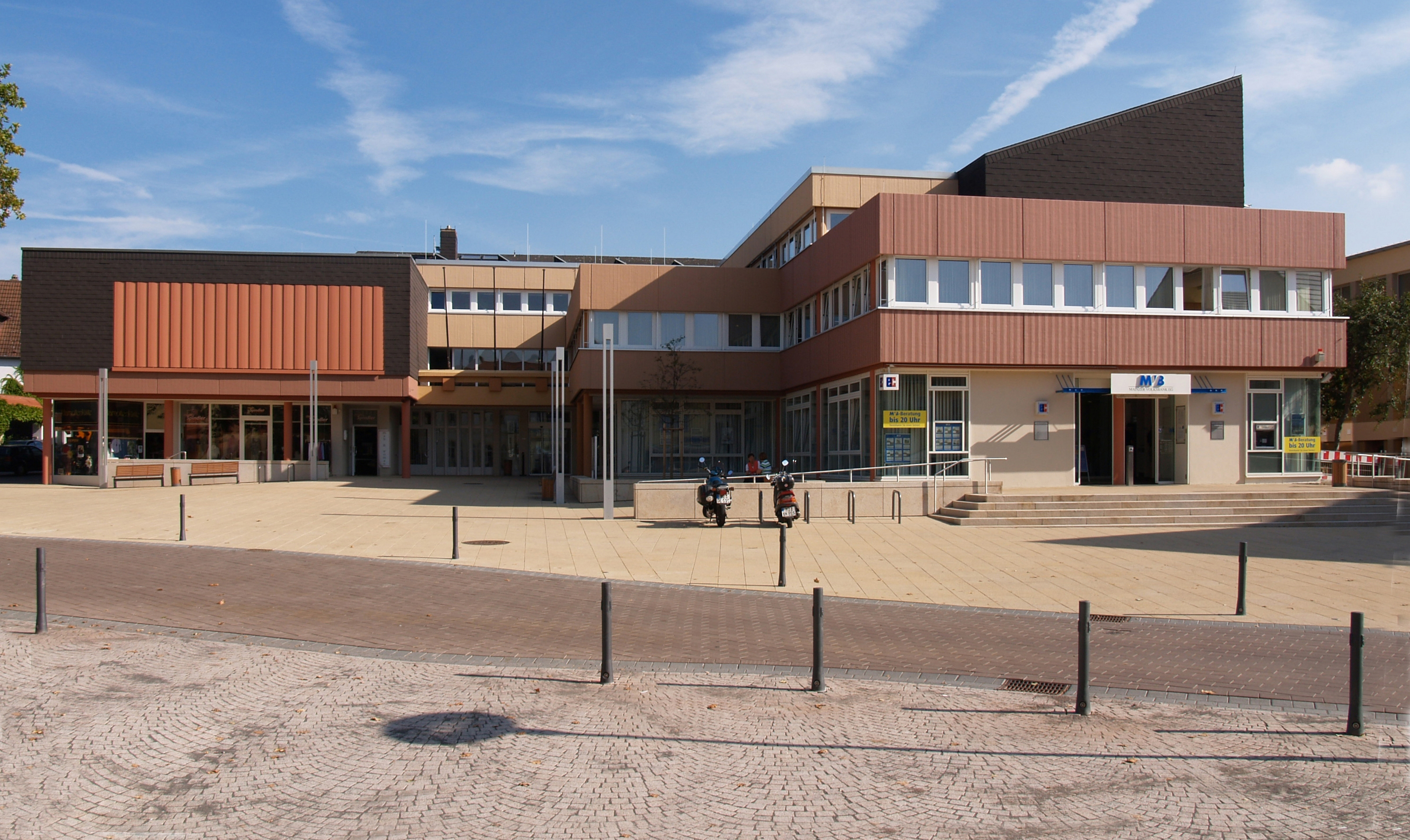
Rathaus der Stadt sowie der Verbandsgemeinde Nieder-Olm

Der Stadtrat in Nieder-Olm besteht aus 28 Ratsmitgliedern, die bei der Kommunalwahl am 9. Juni 2024 in einer personalisierten Verhältniswahl gewählt wurden, und dem ehrenamtlichen Stadtbürgermeister als Vorsitzendem. Die Erhöhung von 24 auf 28 Ratsmitglieder 2019 ergab sich nach Wahlrecht durch die Überschreitung der Grenze von 10.000 Einwohnern im Vorjahr.
Die Sitzverteilung im Stadtrat:
| Wahl | SPD | CDU | Grüne | FDP | FWG | Gesamt   |
| ---- | --- | --- | ----- | --- | --- | -------- |
| 2024 | 4   | 6   | 4     | 1   | 13  | 28 Sitze |
| 2019 | 11  | 7   | –     | 1   | 9   | 28 Sitze |
| 2014 | 15  | 6   | –     | 1   | 2   | 24 Sitze |
| 2009 | 11  | 9   | –     | 1   | 3   | 24 Sitze |
| 2004 | 9   | 10  | –     | 0   | 5   | 24 Sitze |

- FWG = Freie Wählergruppe in der Verbandsgemeinde Nieder-Olm

### Stadtbürgermeister
Der Stadtbürgermeister wird parallel zu den Kommunalwahlen für eine Amtszeit von fünf Jahren gewählt. Unterstützt wird er bei seiner Tätigkeit von drei ebenfalls ehrenamtlichen Beigeordneten. Bei den Kommunalwahlen in Rheinland-Pfalz 2019 wurde nach einer Stichwahl Dirk Hasenfuss (FWG) für eine fünfjährige Amtszeit zum neuen Stadtbürgermeister gewählt. Er erhielt in der Stichwahl 66,4 Prozent der Stimmen und trat das Ehrenamt am 19. August 2019 an. Hasenfuss folgte auf Dieter Kuhl (SPD), der sich nicht mehr zur Wahl gestellt hatte. Bei den Kommunalwahlen 2024 wurde Hasenfuss bei einer Wahlbeteiligung von 68,3 % im ersten Wahlgang gegen Georg Beer (CDU) und Stefan Heyde (SPD) mit 76,3 Prozent der Stimmen wiedergewählt.
Seit 1945 waren folgende Personen Orts- bzw. Stadtbürgermeister:
- Jakob Sieben I., 1945–1949
- Michael Eifinger, 1949–1958
- Georg Taulke, SPD, 1959–1971
- Hans-Valentin Kirschner, CDU, 1971–1984
- Hartmut Schäfer, 1984–1994
- Herbert Bouteraa (SPD), 1994–1999
- Reinhard Küchenmeister (CDU), 1999–2009
- Dieter Kuhl (SPD), 2009–2019
- Dirk Hasenfuss (FWG), seit 2019

### Partnerschaften
Nieder-Olm unterhält mit folgenden Orten eine Partnerschaft:
- in  Frankreich mit Recey-sur-Ource seit 1967
- in  Italien mit Bussolengo seit 1984
- in  Spanien mit L’Alcúdia seit 1990
- in  Griechenland mit Platanias seit 2024[19]

## Kultur, Natur, Religion und Sehenswürdigkeiten

### Bauwerke
Die Gustav-Adolf-Kirche wurde 1861 bis 1865 nach Plänen von Ignaz Opfermann für die 1856 gegründete evangelische Gemeinde errichtet. Kanzel und Altartisch aus dem Jahr 1808 stammen aus der Mainzer Welschnonnenkirche.
Die römisch-katholische Pfarrkirche St. Georg stammt aus dem Jahr 1779. Der Chorturm an der Ostseite ist ein Überbleibsel der alten mittelalterlichen Kirche aus dem 12. Jahrhundert, er wurde später (im 19. Jahrhundert) erhöht und modifiziert.
Zum 200. Jahrestag der Gründung der Provinz Rheinhessen wurde in Nieder-Olm 2016 das „Rheinhessentor“ eingeweiht. Dabei handelt es sich um einen aus drei Sandsteinblöcken bestehenden Torbogen mit einem Gesamtgewicht von 18 Tonnen, hergestellt und finanziert von Mitgliedsbetrieben der Steinmetz- und Steinbildhauer-Innung Rheinhessen. In die Säulen sind die Wappen der Stadt Nieder-Olm und ihrer Partnerstädte eingemeißelt sowie Porträts der rheinhessischen Literaten Carl Zuckmayer, Anna Seghers und Wilhelm Holzamer. Rheinhessen selbst wird durch eine Landkarte und eine stilisierte Besitzergreifungsurkunde symbolisiert. Eine Narrenkappe mit den Initialen des Nieder-Olmer Carneval Clubs (NOCC) steht für die „fünfte Jahreszeit“, Trauben, Gläser und Weinflaschen weisen auf das Weinbaugebiet Rheinhessen hin.
Eines der historisch markantesten Gebäude am Ort ist die Schmiede Wettig, in der heute Ausstellungen und andere kulturelle Veranstaltungen stattfinden; der jüdische Friedhof Am Woog erinnert an die zur Zeit des Nationalsozialismus vertriebenen jüdischen Bürger.
Das alte Rathaus wurde 1827 erbaut. Bis 1977 diente es der Gemeinde und später der Verbandsgemeinde Nieder-Olm als Rathaus. Heute finden hier Ausstellungen und Trauungen statt. Darüber hinaus hat das Stadtarchiv von Nieder-Olm seinen Sitz in dem Gebäude.
Im Stadtkern finden sich 14 Plastiken der Künstler Johannes und Liesel Metten. Der Rundweg, der die Kunstwerke verbindet, wird als Nieder-Olmer Skulpturenweg bezeichnet.
Siehe auch: Liste der Kulturdenkmäler in Nieder-Olm

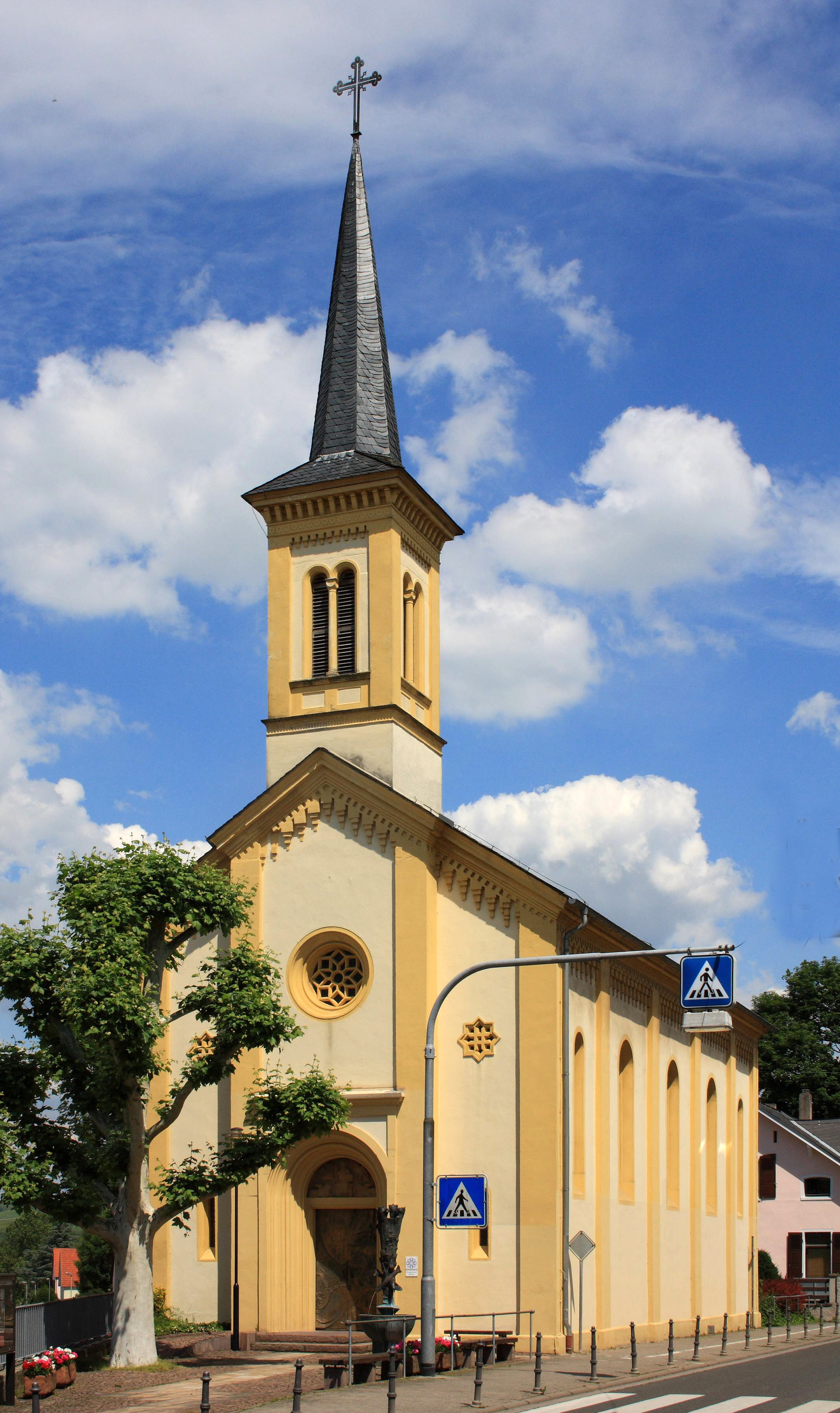
Evangelische Pfarrkirche
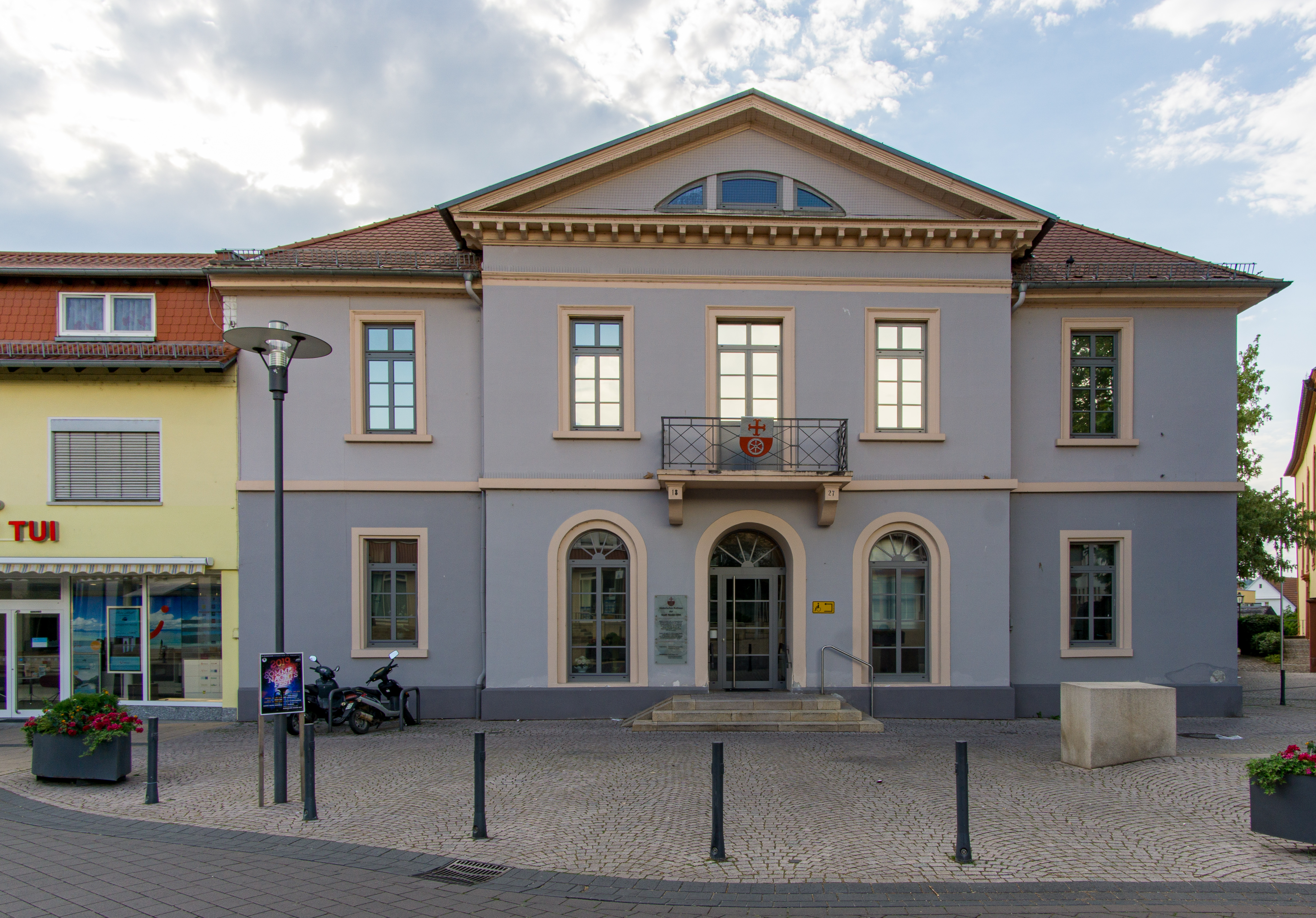
Ehemaliges Rathaus vom Anfang des 19. Jh.
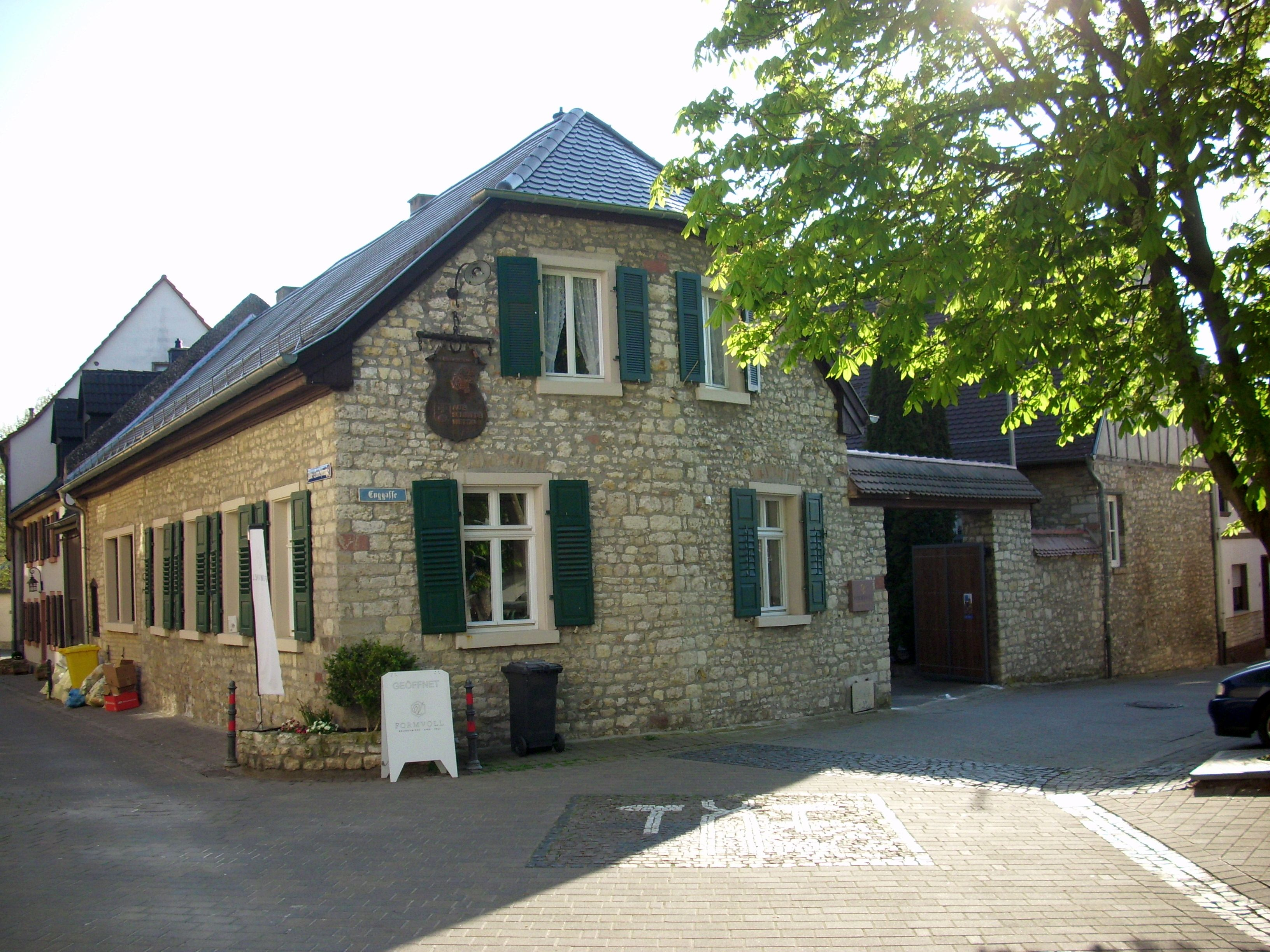
Schmiede Wettig – heute finden hier Ausstellungen statt
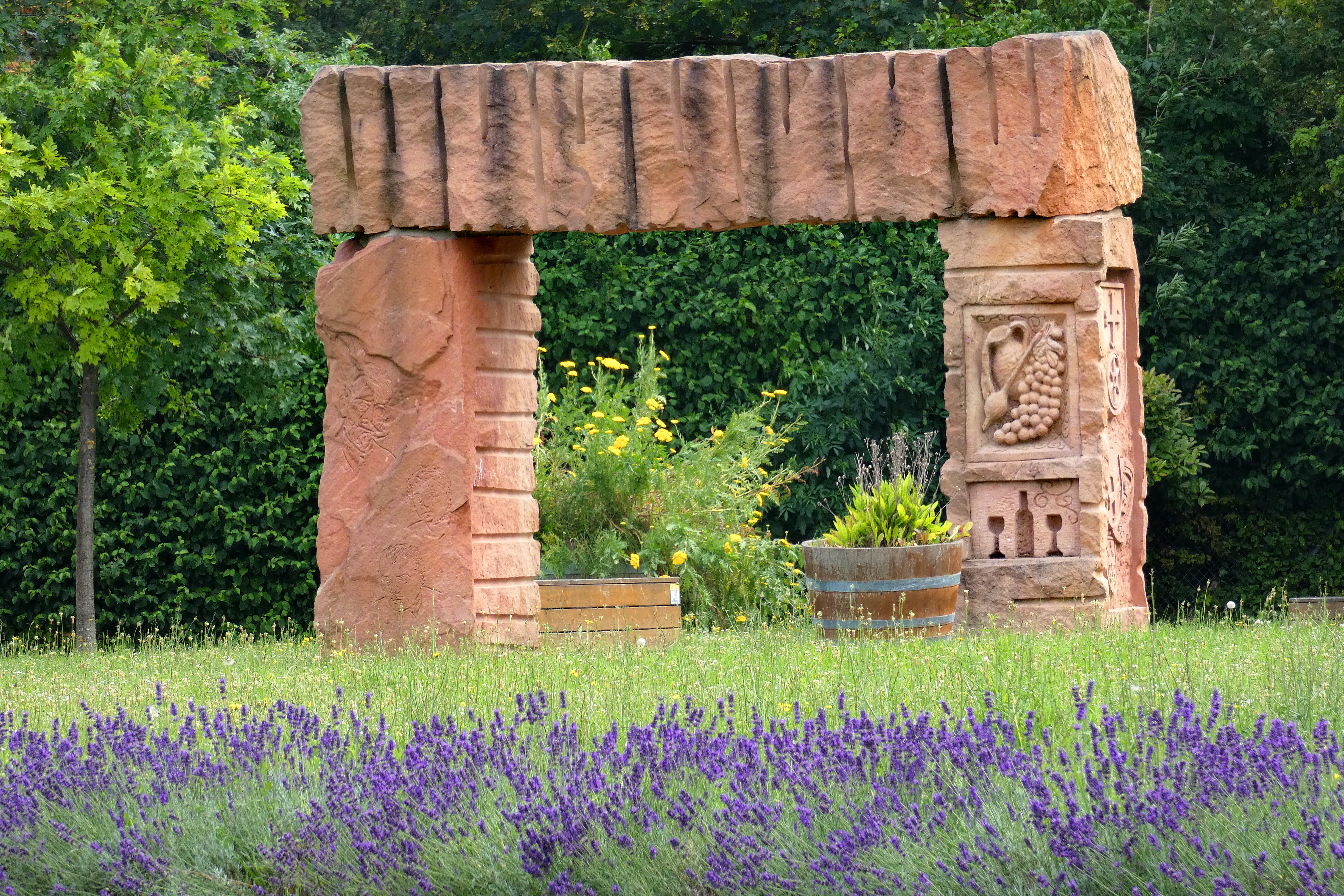
Rheinhessentor in Nieder-Olm
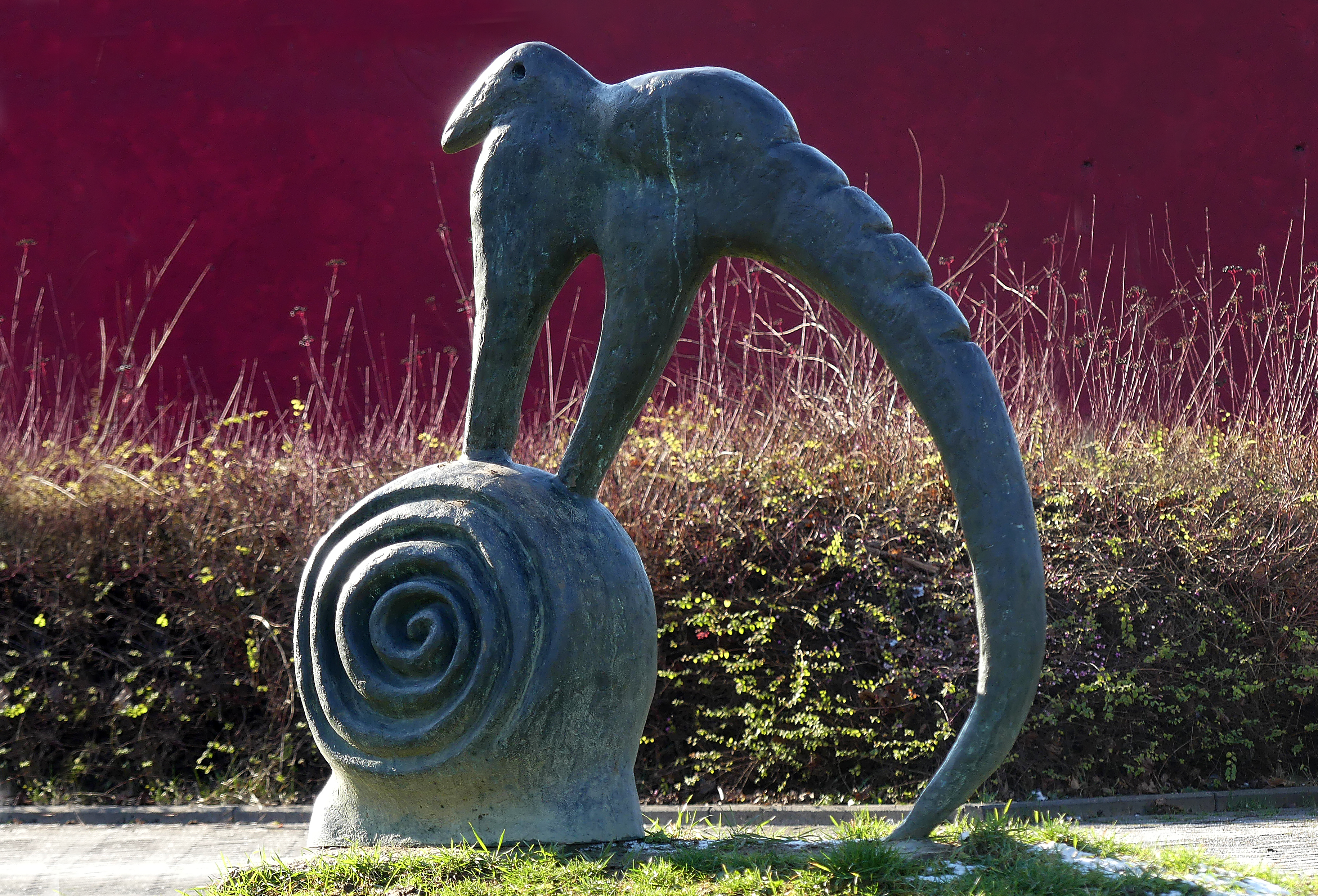
Schneckenroller vom Nieder-Olmer Skulpturenweg
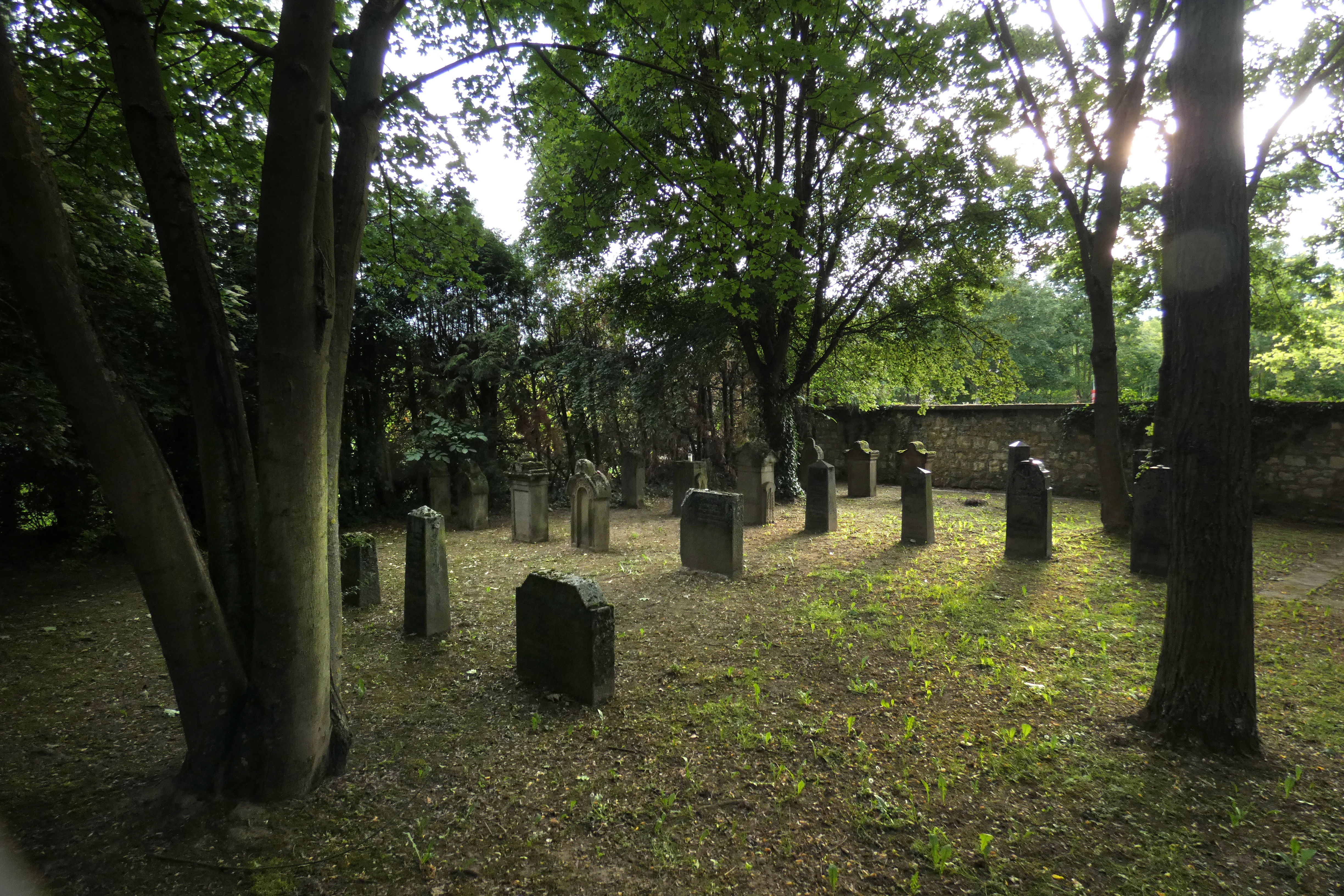
Jüdischer Friedhof Am Woog

### Stadtgarten und weitere Naturprojekte
In der Nähe der Selz hat die Stadt Nieder-Olm Bürgern ein Gelände zur Verfügung gestellt, das seit 2011 als naturnaher Mehrgenerationengarten betrieben wird. Es gehe darum, einen Beitrag zur Artenvielfalt und Nachhaltigkeit zu leisten. Der Garten soll ein „Lernort“ sein für: „Kindergärten, Schulen und andere Interessierte,“ die hier Tipps für naturnahes Gärtnern bekommen könnten. Gegenüber dem Stadtgarten hat die Stadt eine Blühwiese eingerichtet, auf der seit 2021 zwei Honigbienenvölker aktiv sind. Im Jahr 2021 bewerteten der Stadtbürgermeister Dirk Hasenfuss und der damalige erste Beigeordnete Hans-Jürgen Straub das, wie auch den Garten, als ökologisch sinnvolle Projekte „auf dem Weg hin zur Steigerung von Biodiversität rund um Nieder-Olm“. 2022 wurde gleich daneben eine weitere Fläche von etwa 3000 m² für einen neuen Gemeinschaftsgarten vorbereitet, in dem interessierte Bürger Parzellen naturnah bewirtschaften können.

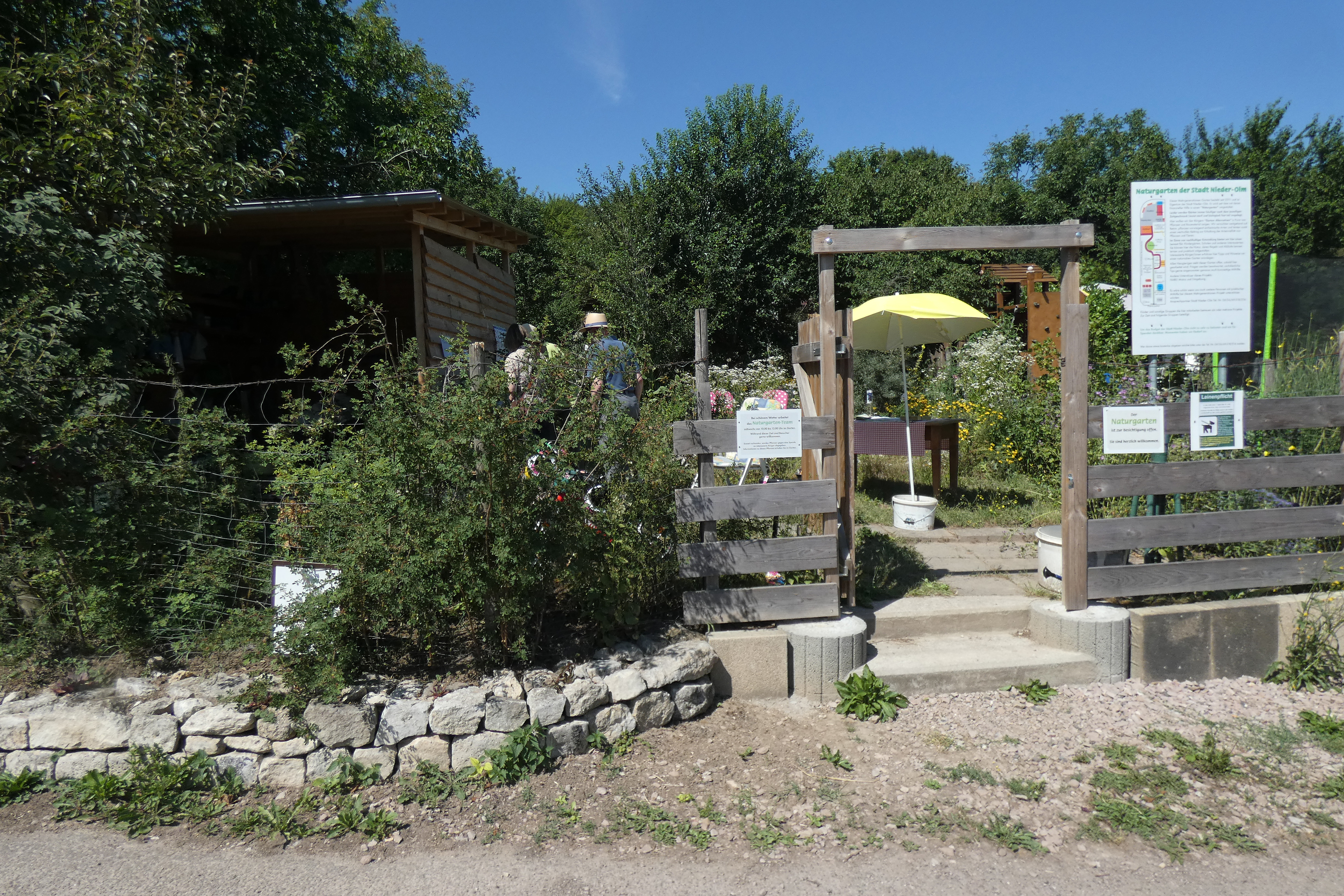
Der naturnahe Stadtgarten von Nieder-Olm
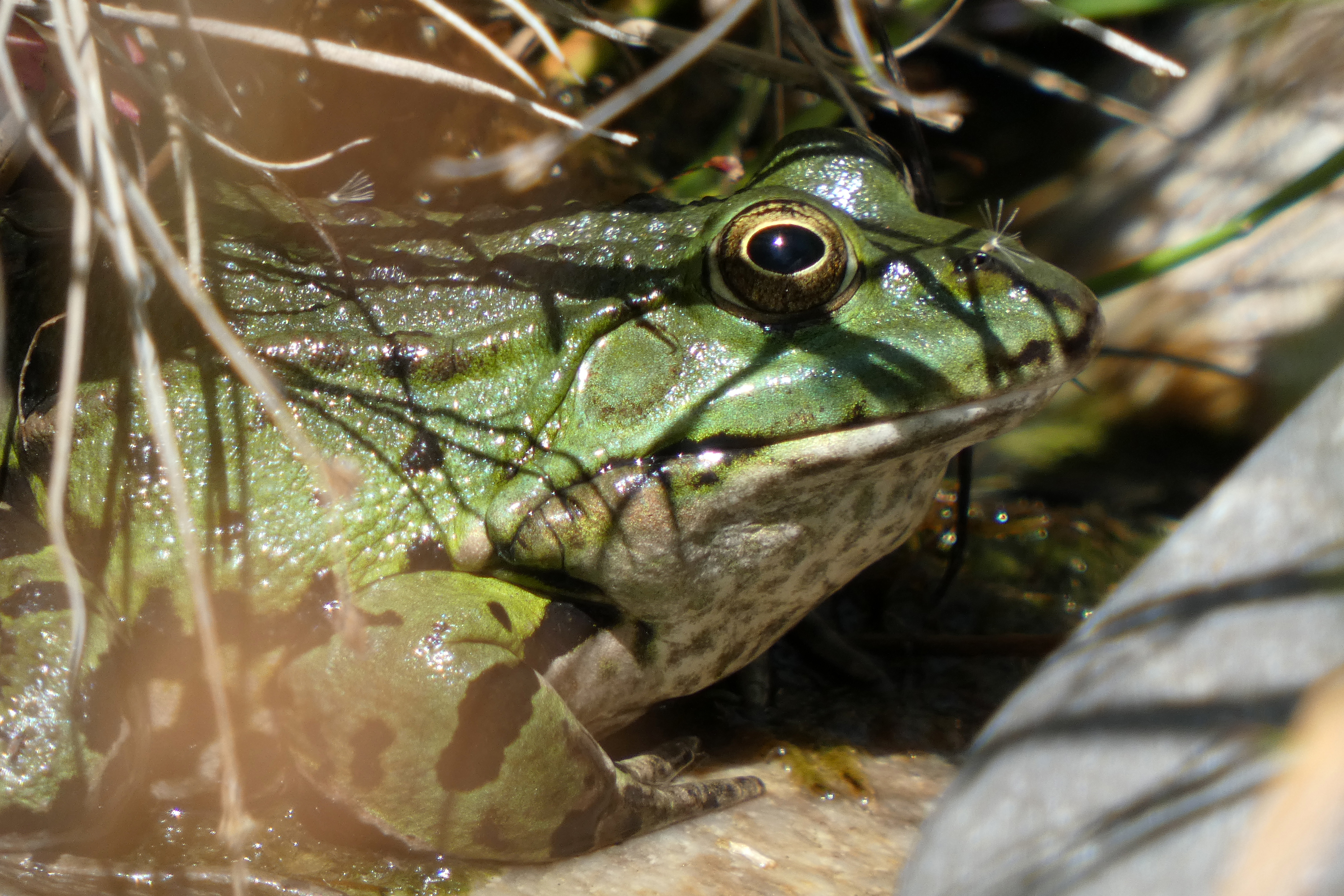
Artenvielfalt im Stadtgarten – ein Teichfrosch
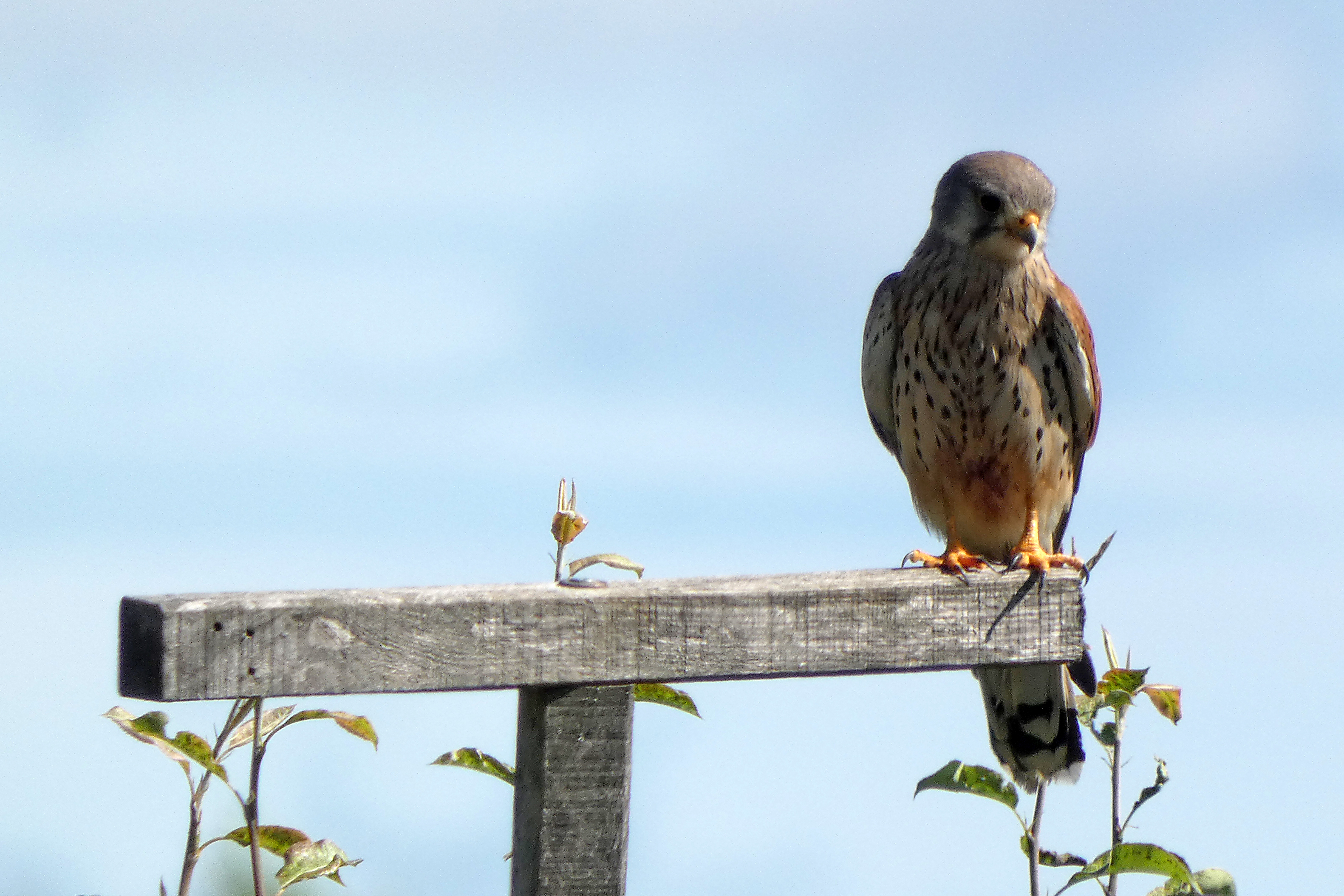
Artenvielfalt auf der städtischen Blühwiese – ein Turmfalke
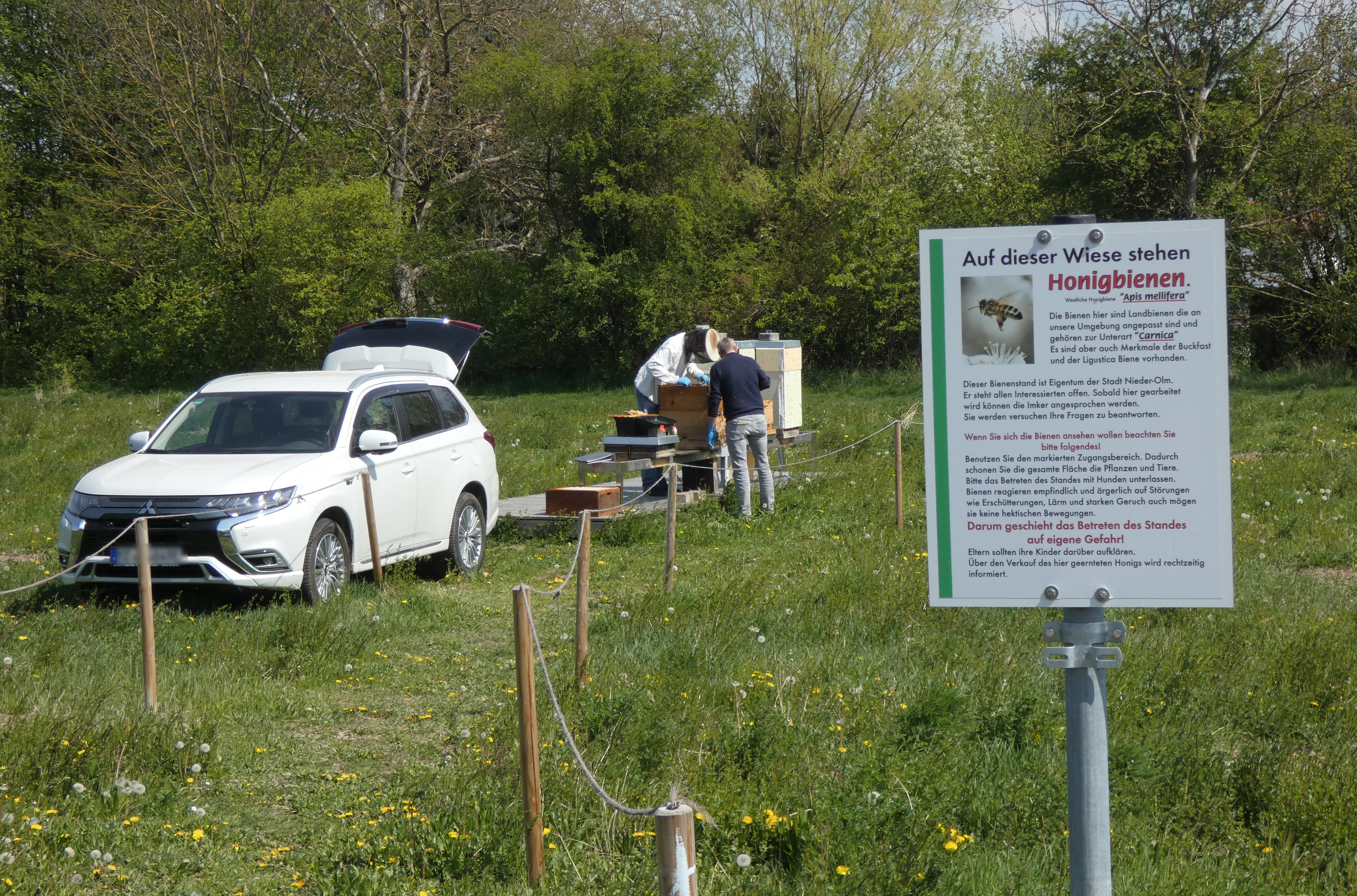
Das Honigbienenprojekt
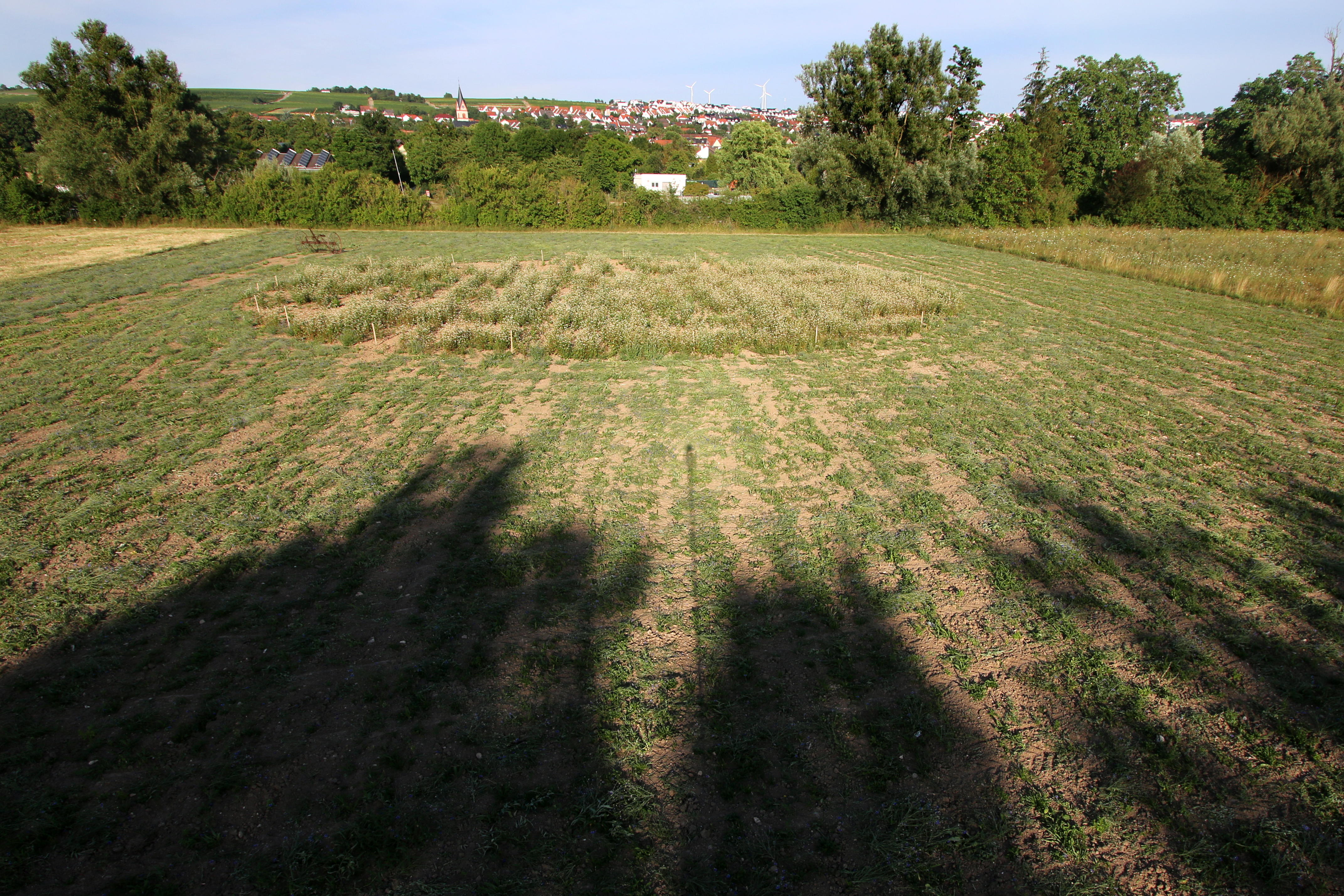
Das Gelände für den Gemeinschaftsgarten (2022)
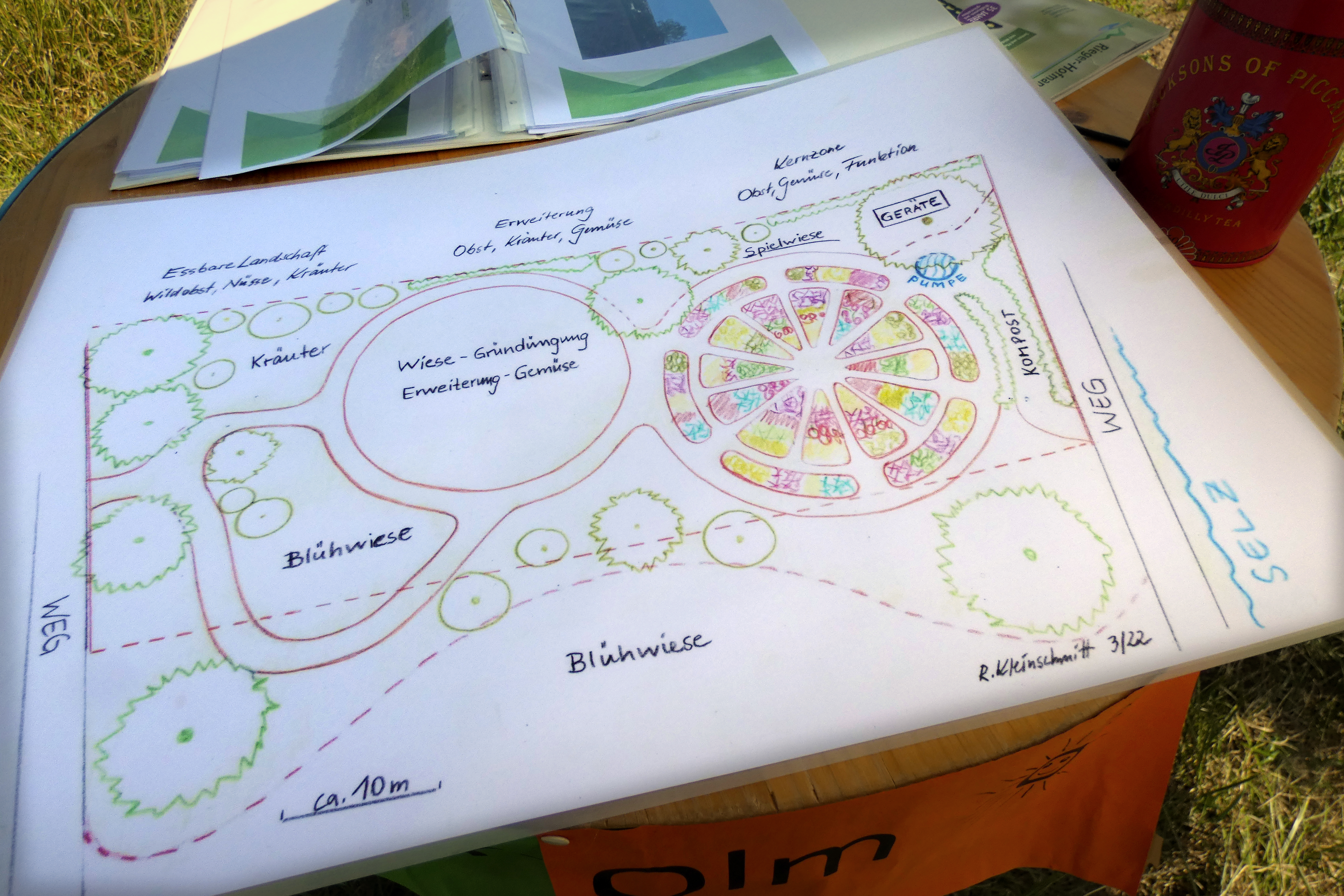
Der Plan für den Gemeinschaftsgarten

### Christentum
Die katholische Kirche St. Georg in Nieder-Olm gehört zum Bistum Mainz. Die kleine Evangelische Kirche wurde in den Jahren 1861–65 errichtet und zählt zur
Evangelischen Kirche in Hessen und Nassau.

### Regelmäßige Veranstaltungen
- Sebastianus-Theatertage im Januar
- Rheinhessische Agrartage im Januar
- Rathausstürmung an Weiberfastnacht
- Fastnachtsumzug am Fastnachtsdienstag
- Straßenfest am ersten Wochenende nach Christi Himmelfahrt oder Fronleichnam[27]
- Weinkulturtage der Verbandsgemeinde am dritten Wochenende im Juni
- Hübrich-Fest am ersten Wochenende im Juli
- Kerb am ersten Wochenende im September
- Weihnachtsmarkt am ersten Adventswochenende
- Schlachtfest des GV Liederkranz am letzten Oktobersonntag

## Wirtschaft und Infrastruktur

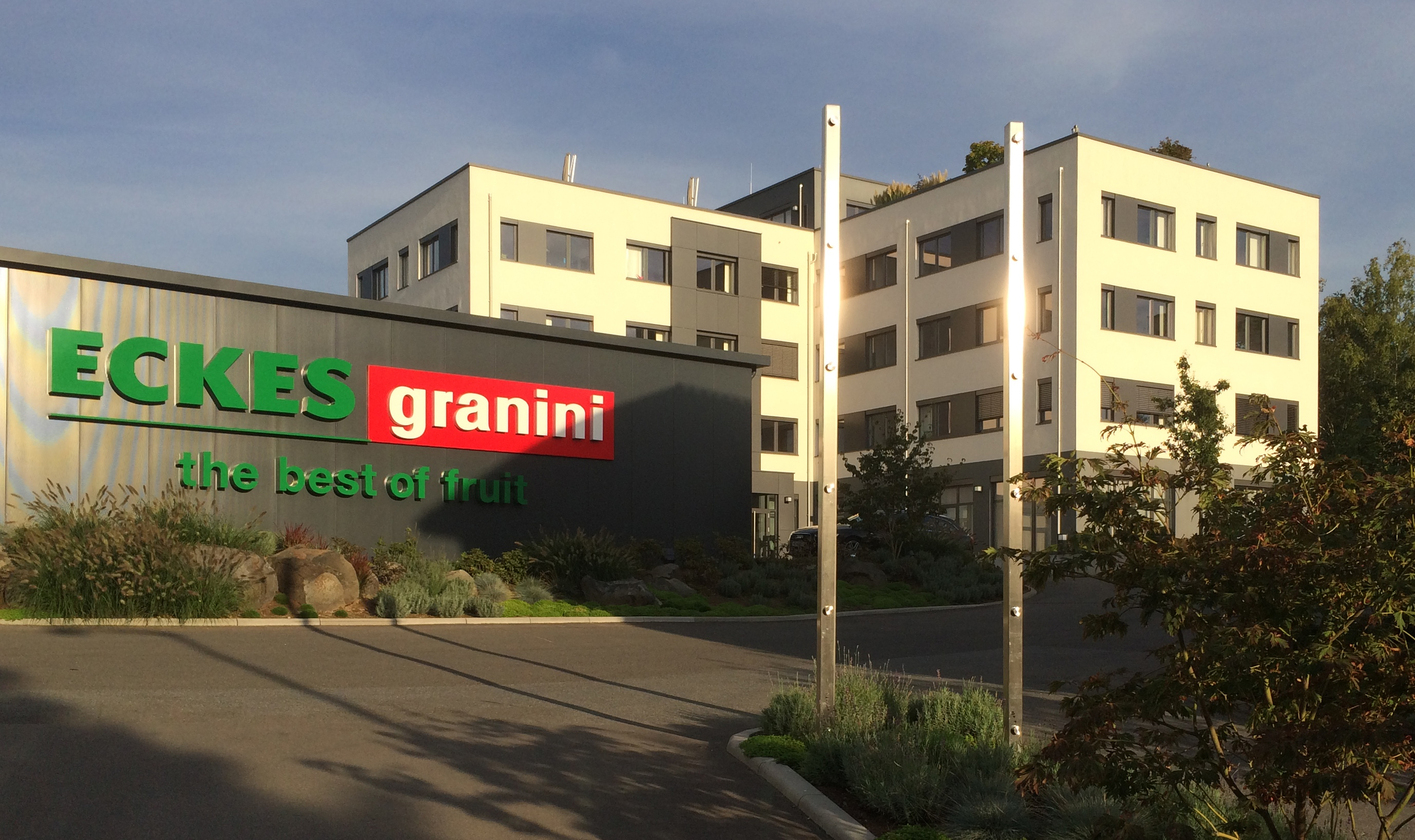
Hauptsitz der Eckes AG in Nieder-Olm

### Wirtschaft
Nieder-Olm ist seit 1857 Stammsitz der Eckes-Granini Group GmbH. Der Medizinproduktehersteller Tracoe medical GmbH und der Personaldienstleister ARWA haben hier ihren Hauptsitz. Daneben betreiben die Warenhandelsgesellschaft Edeka und der Fahrzeughersteller Mercedes-Benz Logistik-Center in der Stadt.

### Verkehr

#### Fernstraßen
Die A 63 von Kaiserslautern nach Mainz passiert Nieder-Olm im Westen und ist durch zwei Ausfahrten (Anschlussstelle 4 Nieder-Olm Nord und Anschlussstelle 5 Saulheim) mit dem Ort verbunden. Über diese ist einerseits die wichtige Nord-Süd-Verbindung A 61 leicht zu erreichen, andererseits dient sie als Zubringer zum Verdichtungsraum Rhein-Main und den dort angeschlossenen Autobahnen.
Über mehrere Landesstraßen ist Nieder-Olm mit seinen Nachbargemeinden verbunden, unter anderem führt die Pariser Straße durch die Stadt.

#### ÖPNV
Durch die KRN (Kommunalverkehr Rhein-Nahe GmbH) ist Nieder-Olm an den öffentlichen Personennahverkehr angeschlossen:
- Linie 66: Nieder-Olm/Schulzentrum – Bahnhof – Weinbergring – Mainz-Ebersheim – Mainz-Hechtsheim – Mainz (Mainzer Mobilität)
- Linie 638: Schulverkehr Mainz / Nieder-Olm / Essenheim / Stadecken-Elsheim / Jugenheim / Partenheim / Wolfsheim / St. Johann / Sprendlingen / Bad Kreuznach
- Linie 640: Ingelheim – Großwinternheim – Schwabenheim – Stadecken-Elsheim – Nieder-Olm/Selztalcenter – Kirche – Bahnhof – Zornheim  – Mommenheim  – Schwabsburg  – Nierstein  – Oppenheim
- Linie 651: Nieder-Olm/Bahnhof – Kirche – Seniorenresidenz – Rheinhessenblick – Weinbergring – Goldberg – Schulzentrum – Bahnhof. Ringlinie, welche ausschließlich innerstädtisch unterwegs ist.
- Linie 652: Mainz – Klein-Winternheim – Nieder-Olm/Gutenbergstraße – Kirche – Bahnhof – Sörgenloch  – Hahnheim – Selzen – Köngernheim – Undenheim
- Linie 653: Mainz – Klein-Winternheim – Ober-Olm – Essenheim – Nieder-Olm/Selztalcenter – Kirche – Bahnhof – Schulzentrum
- Linie 656: Mainz-Lerchenberg – Klein-Winternheim – Ober-Olm – Essenheim – Nieder-Olm/Selztalcenter – Kirche – Bahnhof
- Linie 657: Schulverkehr Ingelheim / Nieder-Olm / Stadecken-Elsheim / Essenheim / Ober-Olm / Klein-Winternheim / Budenheim / Mainz
- Linie 667: Schulverkehr Nieder-Olm / Zornheim / Sörgenloch / Hahnheim / Selzen / Mommenheim / Harxheim / Lörzweiler / Gau-Bischofsheim / Bodenheim[28]

#### Eisenbahn

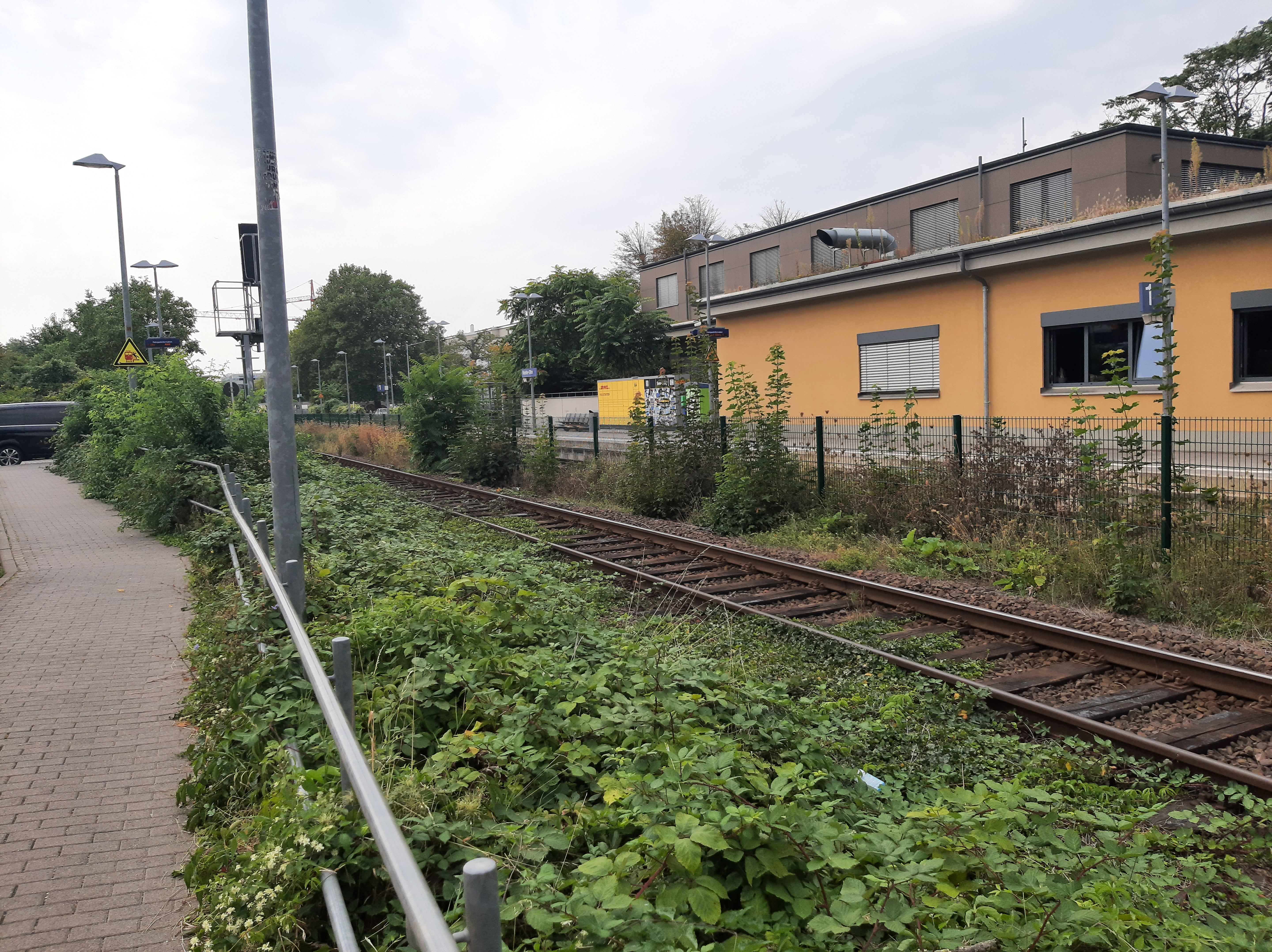
Bahnhof Nieder Olm

Im Osten des Ortskerns befindet sich der Bahnhof der Deutschen Bahn; dieser gehört der Preisklasse 6 an. Aufgrund der Anwendung der preußischen Rechtschreibregeln von 1910 auf den Bahnen im damaligen Großherzogtum Hessen wird dieser ohne Bindestrich, also Nieder Olm, geschrieben. Im Rheinland-Pfalz-Takt 2015 wurde zudem ein neuer Haltepunkt Nieder Olm Nord für den Regionalbahnbetrieb angekündigt. Nach Stand 2021 sollte die Planung für die neue Verkehrsstation Nieder-Olm-Nord im Jahr 2023 beginnen. Nach erfolgtem Planfeststellungsverfahren sollte dann mit dem Bau im Jahr 2028 begonnen werden können.
An Werktagen verkehren ab dem Bahnhof in einem annähernd halbstündigen Turnus Regionalzüge (RE 13/RB 31) in beide Richtungen der Bahnstrecke Alzey–Mainz. Knapp jeder zweite Zug Richtung Alzey fährt über Wahlheim und Freimersheim bis nach Kirchheimbolanden. Auch an Sonn- und Feiertagen ist die Zugfolge nur wenig geringer. Im morgendlichen Berufsverkehr gibt es zwei Direktverbindungen nach Worms über Alzey.
Bis 2023 hatte Nieder-Olm in den Sommermonaten von Mai bis Oktober durch den „Elsass-Express“ einen direkten Anschluss nach Wissembourg in Frankreich. Dieser verkehrte ab Mainz bis Alzey und folgte dann der Rheinhessenbahn, bis er über Bad Dürkheim und Neustadt an der Weinstraße seinen weiteren Weg nach Frankreich einschlug. Inzwischen hat der Streckenbetreiber vlexx die Routenführung geändert; der Zug fährt nun ab Mainz via Worms und Frankenthal.
Seit Dezember 2014 bietet vlexx Direktverbindungen zwischen Alzey und Frankfurt am Main mit Halt in Nieder-Olm an.
Allabendlich fährt auch ein Zug via Mainz bis Bad Kreuznach.
Am Wochenende gibt es zusätzlich früh am Morgen Direktverbindungen über Mainz und Bad Kreuznach bis Idar-Oberstein und Baumholder.

### Öffentliche Einrichtungen
- Verwaltungssitz der Verbandsgemeinde Nieder-Olm
- Bis 1936 bestand das Amtsgericht Nieder-Olm

### Bildung

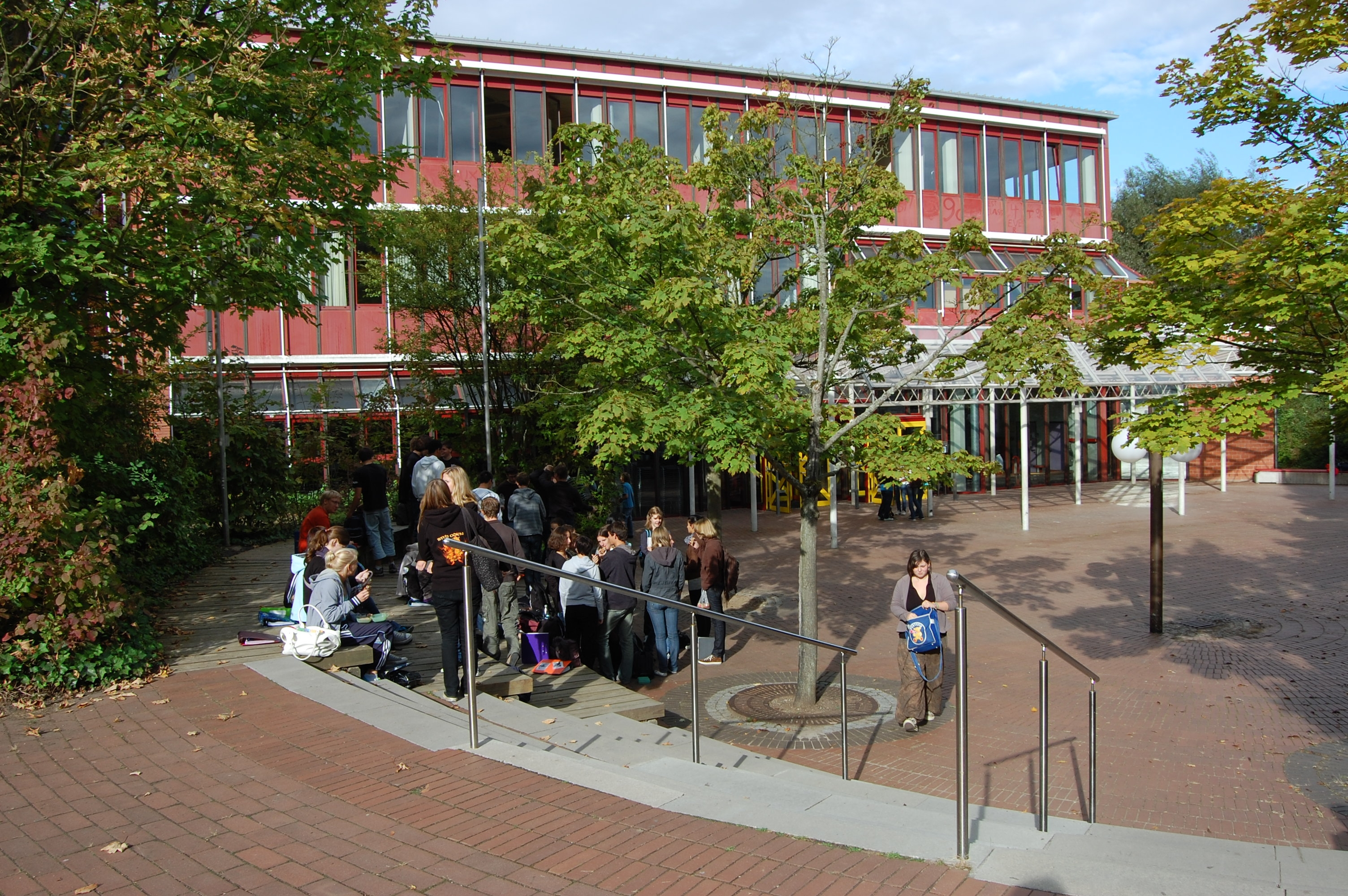
Gymnasium in Nieder-Olm

- Burgschule Nieder-Olm, Grundschule
- Gymnasium Nieder-Olm
- Integrierte Gesamtschule Nieder-Olm
- Selztalschule, Sonderschule mit dem Förderschwerpunkt „Lernen“
- Liesel-Metten-Schule mit dem Förderschwerpunkt motorische Entwicklung

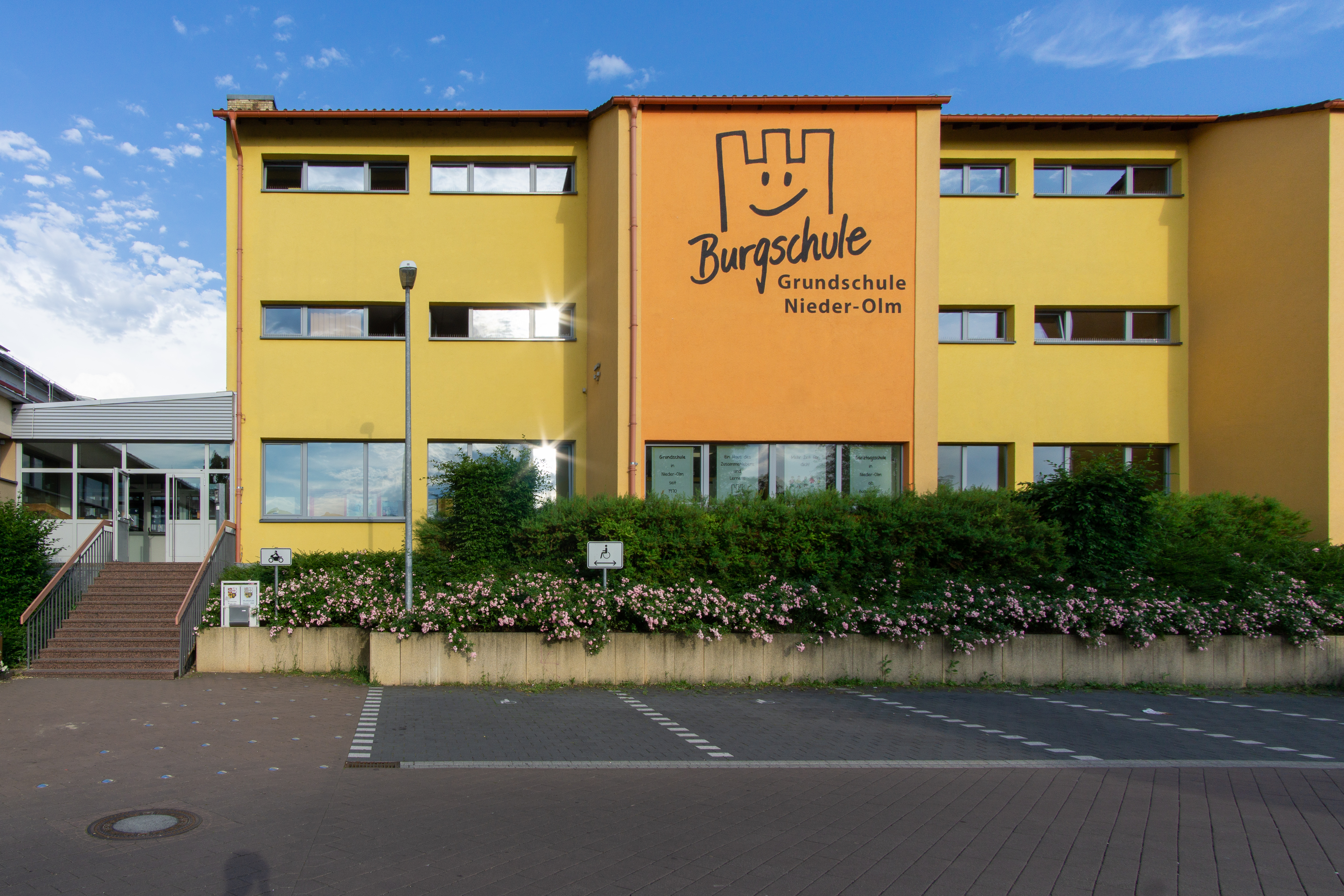
Burgschule in Nieder-Olm

## Persönlichkeiten

### Ehrenbürger
- Karl Jakob Sieben, Musikpädagoge, wurde 1955 zum ersten Ehrenbürger der Gemeinde Nieder-Olm ernannt.[37][38]
- Ludwig Eckes (1913–1984), Unternehmer, bekam die Ehrenbürgerurkunde der Gemeinde Nieder-Olm 1963 vom damaligen Bürgermeister Georg Taulke überreicht.[39]
- Die Künstlerin Liesel Metten (* 1938) wurde 2025 zur Ehrenbürgerin der Stadt ernannt. „Du hast unsere Stadt bunter gemacht und gezeigt, dass Kunst nicht abgehoben sein muss, sondern mitten unter uns lebt“, sagte der Stadtbürgermeister Hasenfuss anlässlich der Ehrung.[40]

### Söhne und Töchter der Stadt
- Richard und Hilda Strauss, Gründer der Strauss Group
- Lothar Breidbach zu Bürresheim (1724–1794), Geistlicher
- Wilhelm Holzamer (1870–1907), Schriftsteller
- Franz Holzamer (1872–1945), Architekt, Unternehmer und Politiker
- Jean Metten (1884–1971), Maler
- Karl Horn (1888–1971), Politiker (CDU)
- Philipp Faust (1898–1959), Maurer und Schriftsteller
- Rudolf Seibert (1898–1933), Lehrer und römisch-katholischer Märtyrer
- Heinz Kerz (1920–1980), NS-Opfer, Fußballer, Bademeister[41]
- Gisela Drohla (1924–1983), Verlagslektorin, Übersetzerin russischer Literatur
- Rudi Klos (1927–1995), Pressefotograf der Allgemeinen Zeitung (Mainz), der in Rheinhessen die Zeit von den fünfziger bis in die achtziger Jahre umfassend dokumentierte. Nach ihm wurde die Rudi-Klos-Allee in Nieder-Olm benannt. Die Nieder-Olmer Bildhauerin Liesel Metten verewigte ihn in der Bronze-Plastik „Der kleine Rudi Klos“.[42][43]
- Frank Buchwald (* 1963), Historiker und Journalist

### Persönlichkeiten mit Verbindung zur Stadt
- Andreas Holzamer (1805–1883), ab 1841 Grundschullehrer, 1. Dirigent des Gesangvereins 1842, Gründer einer Privatschule.
- Werner von Moltke (1936–2019), 1966 Europameister im Zehnkampf und von 1997 bis 2012 Präsident des Deutschen Volleyball-Verbandes, lebte in Nieder-Olm.
- Johannes Metten (1929–2020), Bildhauer.
- Andreas Schmitt (* 1961), Sitzungspräsident der Fastnachts-Fernsehsitzung Mainz bleibt Mainz, wie es singt und lacht, lebt in Nieder-Olm, stammt aus einer alteingesessenen Familie.
- Nina Klinkel (* 1983), Politikerin (SPD) und Mitglied des Landtags Rheinland-Pfalz, lebt in Nieder-Olm.
- Mirko Drotschmann (* 1986), Journalist, Moderator, Autor und Webvideoproduzent, lebt in Nieder-Olm.[44]